# 聖エラスムスの殉教
『聖エラスムスの殉教』（せいエラスムスのじゅんきょう、伊: Martirio di S.Erasmo、英: The Martyrdom of Saint Erasmus）は、17世紀フランスの巨匠ニコラ・プッサンが1628-1629年にキャンバス上に油彩で制作した絵画で、画家のローマでの最初の公的な作品である。古代ローマ時代に殉教した聖エラスムスを主題としている。本来、ローマのサン・ピエトロ大聖堂に展示されていたが、現在はヴァチカン美術館の絵画館に展示されている。

## 歴史
この絵画は1628年2月5日に、サン・ピエトロ大聖堂管理局により同大聖堂内の聖エラスムスに捧げられた祭壇 (その聖遺物が保存されていた) を装飾するために委嘱された。より正確には、ヴァランタン・ド・ブーローニュの『聖プロセススと聖マルティニアヌス』 (1629年) のそばの北側右袖廊に配置されることになっていた。管理局は、ヴァランタンの作品中の白い衣服を纏った異教徒の司祭を構図の端に移動させることを除いて、プッサンが祭壇画にヴァランタンの作品の構図を採用することを求めた。教皇ウルバヌス8世は当初、ピエトロ・ダ・コルトーナに委嘱を任せる予定であったが、フランチェスコ・バルベリーニ枢機卿の秘書で、プッサンの庇護者であったカッシアーノ・ダル・ポッツォの仲介により、プッサンが最終的に委嘱のために選ばれた。カッシアーノ・ダル・ポッツォは以前、プッサンに『エルサレムの占領 (The Capture of Jerusalem)』  (1626年、イスラエル博物館、エルサレム)  と『ゲルマニクスの死』 (1627年、ミネアポリス美術館) を依頼しており、それによりローマに4年前にやってきていたプッサンの名声は確かなものとなっていたのである。
プッサンは本作を制作するにあたり、すでにピエトロ・ダ・コルトーナが描いていたスケッチに従った。本作のためのプッサンの2点の準備素描が知られている。1点はミラノのアンブロジアーナ図書館にあり、もう1点はフィレンツェのウフィツィ美術館に所蔵されている。それら素描の後に、画家は現在オタワのカナダ国立美術館にある習作を制作した。本作はプッサンの時代からヴァチカンで見ることのできる唯一の彼の作品であり、その署名のある唯一の祭壇画でもある。
絵画は1763年までにクイリナーレ宮殿に移された。フランス革命中の1797年にはフランス軍によりパリへと持ち去られ、1817年までパリに置かれたが、同年、ローマ教皇に返還され、ヴァチカン美術館に所蔵された。

## 作品

### 本来の設置場所
本作は、サン・ピエトロ大聖堂の北側右袖廊にあった祭壇を装飾するために意図された。この祭壇は教皇クレメンス8世にさかのぼる装飾を持ち、それは金鍍金をした化粧漆喰と多色大理石でできていた。旧大聖堂での聖エラスムスへの崇拝は1119年にさかのぼるが、旧大聖堂から彼の聖遺物が1605年に上述の祭壇に移されて以降、その装飾は聖エラスムスに捧げられていた。本作は聖エラスムスへの崇拝には十分ではないが、彼の熱烈な信奉者の崇拝の対象であり、そのため新大聖堂の祭壇に引き続き置かれたのである。以前の祭壇に置かれていた絵画は、ジャック・カロのエングレービングによってのみ知ることができる。その絵画はトマス・トレテール (Thomas Treter) という名で知られるポーランド出身のはっきりしないマニエリスムの画家に帰属され、1575年ごろの制作とされていた。しかし、この帰属にも制作年にも疑問が呈されている。トレテールの絵画は少なくとも1605-1627年の間、新大聖堂に設置されていた。

### 主題

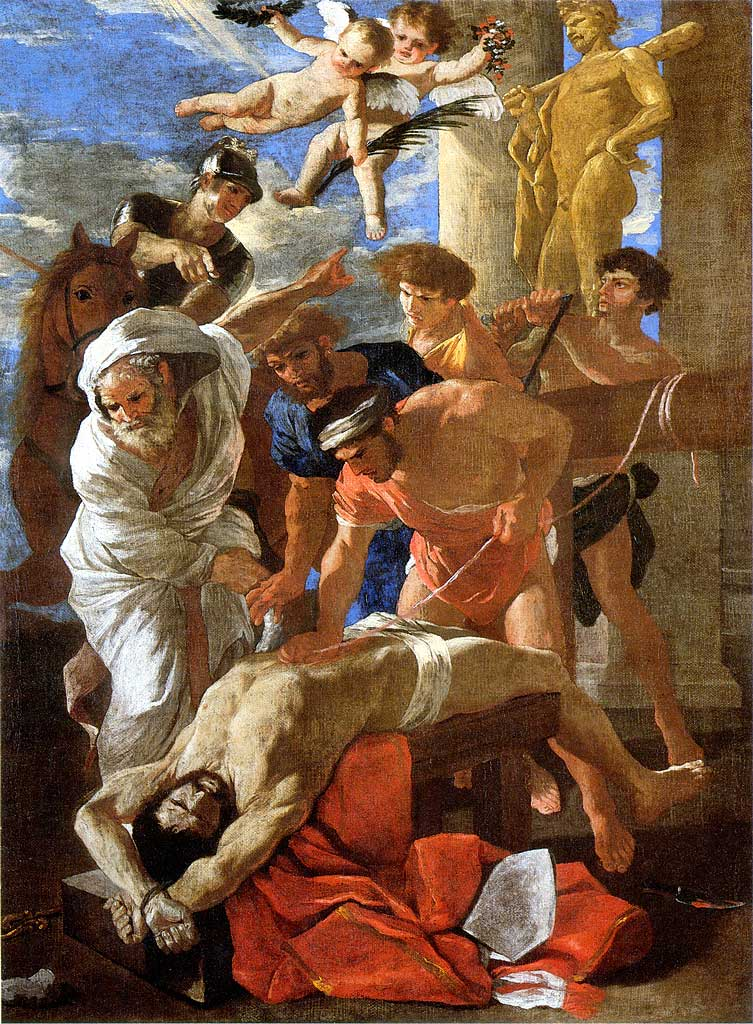
習作 (カナダ国立美術館、オタワ)

この絵画は、アンティオキアの司教であったエラスムスの受けた多くの拷問の1つを表している。彼は天使によって南イタリアに連れていかれ、ローマ皇帝マクシミアヌスにより迫害された。画面に描かれている拷問は『ローマ殉教録』 に由来するものではなく、ヤコブス・デ・ウォラギネの『黄金伝説』 から採られたものである。皇帝は、エラスムスをテーブルに縛りつけ、彼の腸を巻き上げ機で引き抜くことを命じた。伝説によれば、これはエラスムスが死ぬ前に受けた最後の拷問であった。皇帝は、聖人に (異教の) 神々に犠牲を捧げることを命じたのであろう。そして、彼は「あなたに似ている石の神々に犠牲を捧げることを拒んだ」のであろう。それから、エラスムスがユピテルの神殿に連れていかれると、ユピテルの彫像は砕けてしまったのであろう。画面上部右側に表わされている彫像はユピテルではなく、皇帝のニックネーム「ヘラクレス」を想起させるヘラクレスのものである。

### 分析
プッサンは前景に聖エラスムスを描いている。画面には、ヘラクレスの彫像を指し示す司祭、処刑の任務を持つ馬上のローマ兵、聖エラスムスの腸を引き抜き、水兵の万力に巻きつける処刑執行人、古代建築の断片、殉教 (語源的に目撃者を意味する) の象徴であるシュロと冠を持ち、天から聖エラスムスの方に降りてくる天使たちが見える。
本作はその配置場所から斜めから見られることを意図されていたもので、プッサンは構図の点でそのことを念頭に置いていた。彼は、画面左下から右上方向の斜めに聖人の頭部、身体、そして白い衣服の異教徒の司祭の腕を配置した。情景は場面の恐怖ではなく
、エラスムスの英雄的な抵抗に焦点をあてたものである。殉教は、イエス・キリストの犠牲と彼の不屈の信仰の力を証言する。なお、プッサンは、本作でヴェネツィア派の祭壇画の大作とピエトロ・ダ・コルトーナの色彩に影響を受けている。

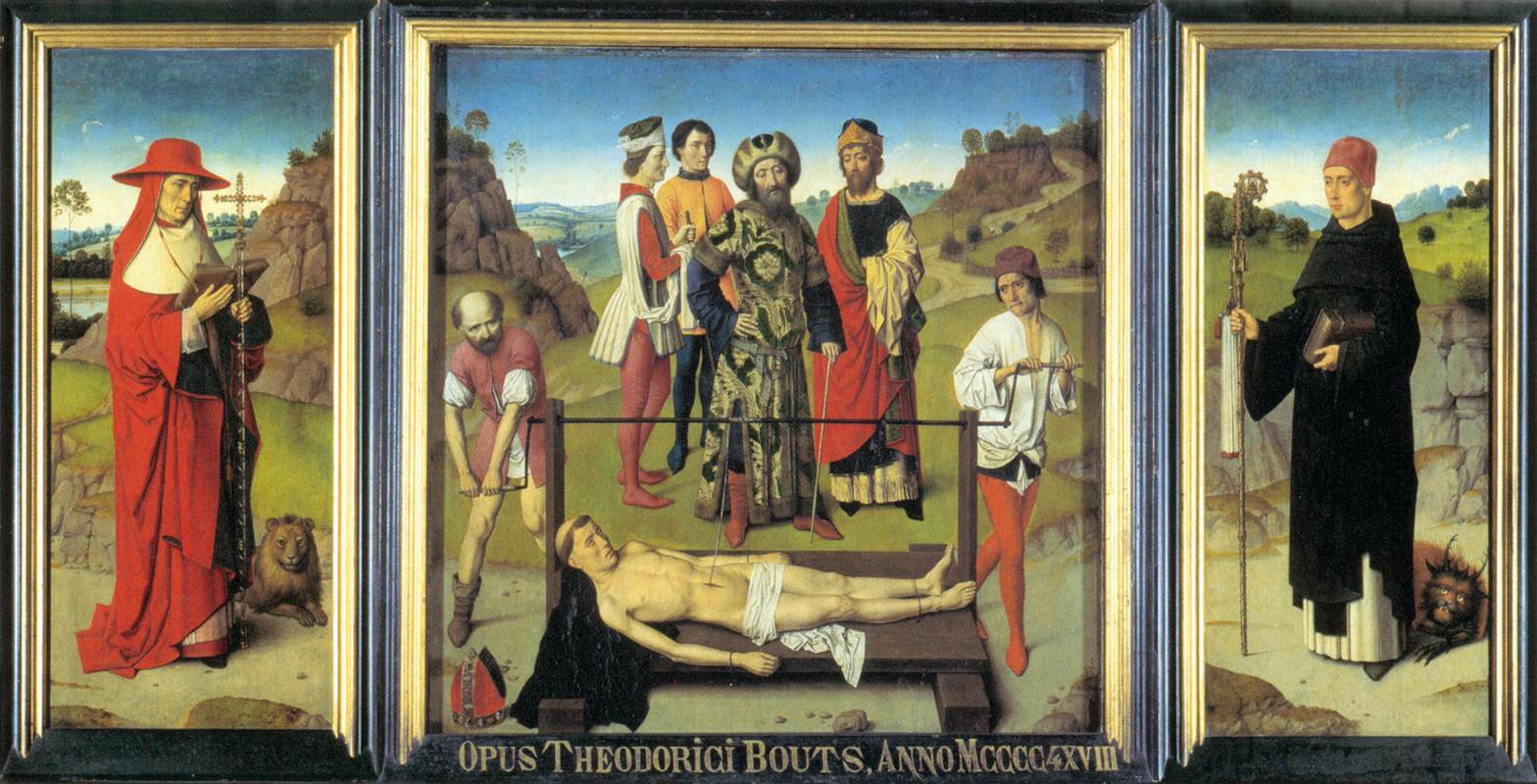
ディルク・ボウツ『聖エラスムスの殉教』 (1466年ごろ)